# Крамбер

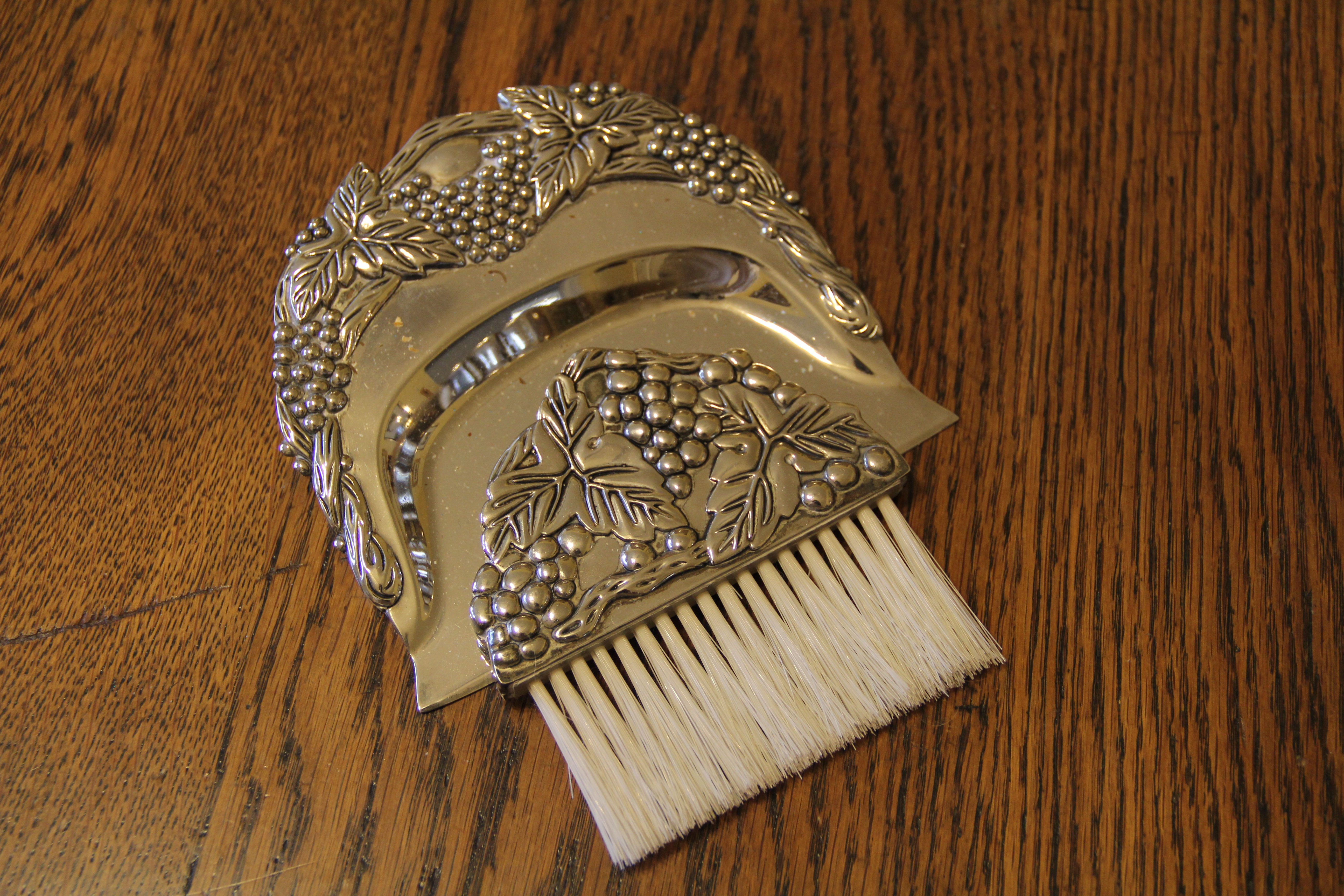
Серебряный столовый крамбер с кисточкой

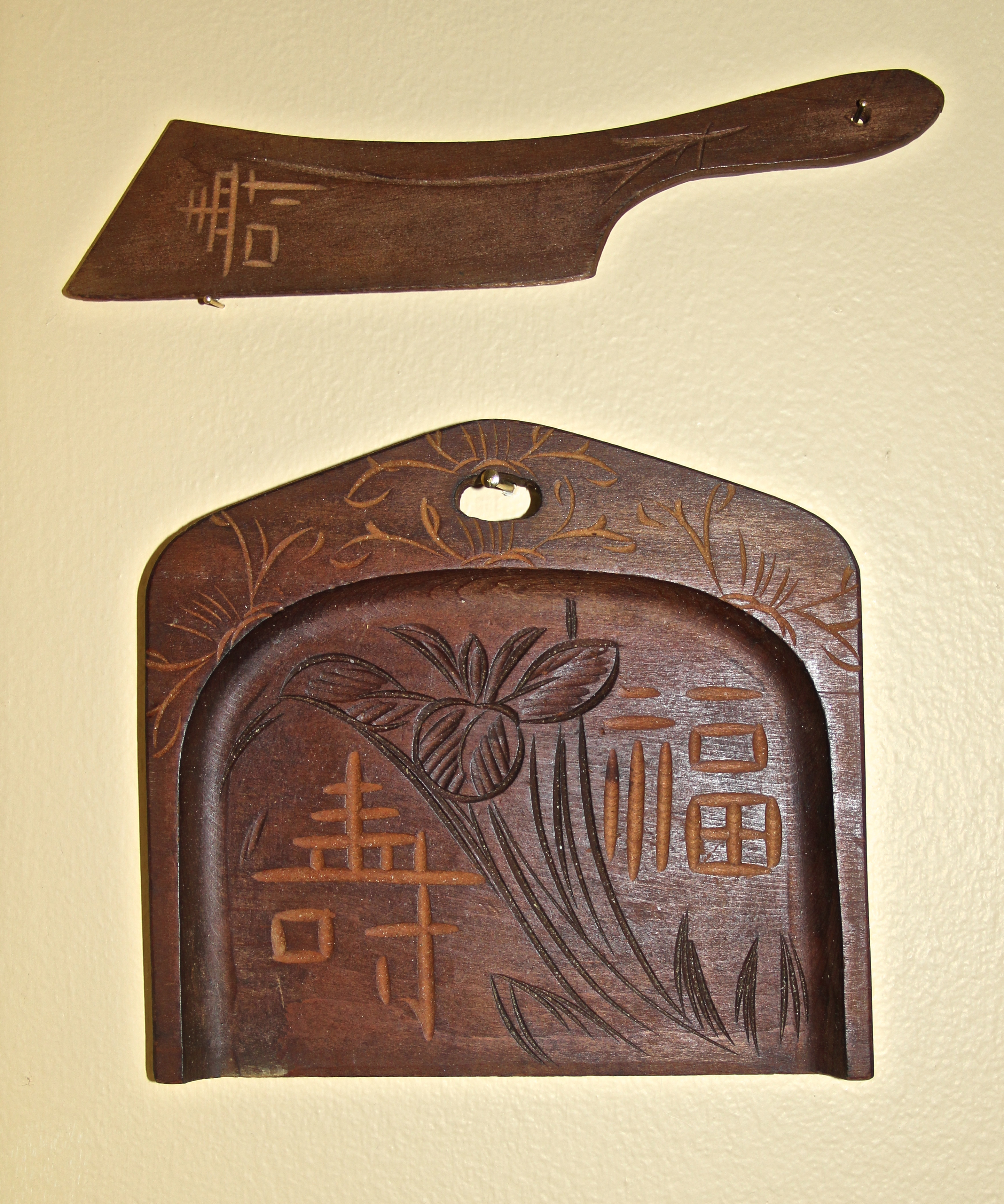
Деревянный столовый крамбер из Китая

Крамбер (также называемый столовым крамбером) — инструмент, предназначенный для удаления крошек с скатерти, используемый после ужина.
Современная форма крамбера была изобретена в 1939 году Джоном Генри Миллером, владельцем ресторана на Вест-Файетт-стрит в Балтиморе. Крамберы создавались с тем расчетом, чтобы их можно было «удобно носить в кармане», и они были менее заметными, чем, обычно используемые для удаления крошек, щётка и поддон. Миллер получил патент на свое изобретение в 1941 году, а в 1946 году получил еще один патент на его усовершенствованную версию, а позже продал свои патенты компании Ray Machine из Балтимора, которая до сих пор производит и продает этот инструмент. По состоянию на 2010 год Ray Machine продаёт около 85 000 крамберов в год.

## Описание
Типичный крамбер имеет размер приблизительно 6 дюймов в длину, 1/2 дюйма в обхвате, изогнутую форму и изготовлен из металла, однако существует большое разнообразие дизайнов.